# Parachelifer dominicanus
Espèce
Parachelifer dominicanus est une espèce de pseudoscorpions de la famille des Cheliferidae.

## Distribution
Cette espèce est endémique de République dominicaine. Elle se rencontre vers Boca Chica.

## Description
Les mâles mesurent de 1,6 à 1,7 mm et les femelles de 1,6 à 2 mm.

## Étymologie
Son nom d'espèce lui a été donné en référence au lieu de sa découverte, la République dominicaine.

## Publication originale
- Beier, 1976 : Pseudoscorpione von der Dominicanischen Republik (Inset Haiti). Revue Suisse de Zoologie, vol. 83, no 1, p. 45-58 (texte intégral).